# 1368
| [ Edytuj tabelę ]                          | |
| Król Polski                                | - 1333 Kazimierz III Wielki 1370                                                                                      |
| Król Albanii                               | - 1364 Filip II 1368                                                                                                  |
| Współksiążęta Andory                       | - 1365 Pere de Luna 1370 - 1343 Gaston III 1391                                                                       |
| Król Anglii                                | - 1327 Edward III 1377                                                                                                |
| Król Aragonii i Walencji, hrabia Barcelony | - 1336 Piotr IV Aragoński 1387                                                                                        |
| Władca Azteków                             | - 1325 Tenoch 1376 |
| Elektor Brandenburgii                      | - 1365 Otto V Leniwy 1373                                                                                             |
| Książę Bawarii                             | - 1347 Stefan II 1375                                                                                                 |
| Książę Burgundii                           | - 1364 Filip II Śmiały 1404                                                                                           |
| Cesarz Bizancjum                           | - 1355 Jan V Paleolog 1376                                                                                            |
| Car Bułgarii                               | - 1331 Iwan Aleksander 1371 - 1356 Iwan Stracimir 1396                                                                |
| Cesarz Chin                                | - 1333 Huizong 1368 - 1368 Hongwu 1398                                                                                |
| Król Cypru                                 | - 1359 Piotr I 1369                                                                                                   |
| Król Czech                                 | - 1346 Karol IV Luksemburski 1378                                                                                     |
| Król Danii                                 | - 1340 Waldemar Atterdag 1376                                                                                         |
| Władca Egiptu                              | - 1363 Al-Aszraf Szaban 1377                                                                                          |
| Cesarz Etiopii                             | - 1344 Nyuaje Krystos 1372                                                                                            |
| Król Francji                               | - 1364 Karol V Mądry 1380                                                                                             |
| Król Gruzji                                | - 1360 Bagrat V Wielki 1393                                                                                           |
| Hrabia Holandii                            | - 1358 Albert 1404 |
| Cesarz Japonii                             | - 1339 Go-Murakami 1368 - 1368 Chōkei 1383                                                                            |
| Kalif                                      | - 1362 Al-Mutawakkil I 1383                                                                                           |
| Król Kastylii i Leónu                      | - 1350 Piotr I Okrutny 1369                                                                                           |
| Patriarcha Konstantynopola                 | - 1364 Filoteusz Kokkin 1376                                                                                          |
| Władca Korei                               | - 1351 Kongmin 1374                                                                                                   |
| Wielki książę litewski                     | - 1345 Olgierd 1377                                                                                                   |
| Cesarz Majapahitu                          | - 1350 Hajam Wuruk 1389                                                                                               |
| Sułtan Maroka                              | - 1366 Abd al-Aziz I 1372                                                                                             |
| Książę Mediolanu                           | - 1354 Galeazzo II 1378 - 1354 Bernabò 1385                                                                           |
| Wielki książę moskiewski                   | - 1359 Dymitr Doński 1389                                                                                             |
| Król Nawarry                               | - 1349 Karol II Zły 1387                                                                                              |
| Król Norwegii                              | - 1343 Haakon VI Magnusson 1380                                                                                       |
| Elektor Palatynatu                         | - 1356 Ruprecht I 1390                                                                                                |
| Papież                                     | - 1362 Urban V 1370                                                                                                   |
| Król Portugalii                            | - 1367 Ferdynand I 1383                                                                                               |
| Cesarz Rzymski (niemiecki)                 | - 1346 Karol IV Luksemburski 1378                                                                                     |
| Kapitanowie Regenci San Marino             | - 1368 Muciolino di Ciolo Giovanni di Riguccio 1368 - 1368 Corbello di Vita Giannini Ugolino di Giovanni Vanioli 1368 |
| Car Serbii                                 | - 1355 Stefan Urosz V Nijaki 1371                                                                                     |
| Elektor Saksonii                           | - 1356 Rudolf II Askańczyk 1370                                                                                       |
| Król Szkocji                               | - 1329 Dawid II Bruce 1371                                                                                            |
| Król Szwecji                               | - 1364 Albrecht Meklemburski 1389                                                                                     |
| Król Tajlandii                             | - 1350 Ramathibodi I 1369                                                                                             |
| Sułtan Turków                              | - 1360 Murad I 1389                                                                                                   |
| Doża Wenecji                               | - 1367 Andrea Contarini 1382                                                                                          |
| Król Węgier                                | - 1342 Ludwik Andegaweński 1382                                                                                       |
| Wielki mistrz zakonu krzyżackiego          | - 1351 Winrich von Kniprode 1382                                                                                      |

Rok 1368 / MCCCLXVIII
stulecia: XIII wiek ~
XIV wiek ~
XV wiek

lata: 1358 «
1363 «
1364 «
1365 «
1366 «
1367 «
1368
» 1369
» 1370
» 1371
» 1372
» 1373
» 1378

## Wydarzenia w Polsce
- 15 lutego – margrabia brandenburski Otton Wittelsbach na mocy umowy z Kazimierzem Wielkim zwrócił Królestwu Polskiemu należące wcześniej do Marchii Brandenburskiej Czaplinek i Drahim oraz część terytorium Wałcza, wskutek czego Polska nawiązała kontakt terytorialny z Pomorzem Zachodnim[1].
- 14 marca – Tyczyn otrzymał prawa miejskie.
- 21 kwietnia – król Kazimierz III Wielki wydał Statut żupny.
- miał miejsce najazd litewski na Pułtusk i Łowicz[2].
- Król Kazimierz Wielki mianował bankiera żydowskiego Lewko, na żupnika największego zakładu przemysłowego w ówczesnej Europie – Żupy krakowskiej.

## Wydarzenia na świecie
- 23 stycznia – przywódca antymongolskiego powstania, mnich buddyjski Zhu Yuanzhang, po zdobyciu Pekinu ogłosił się cesarzem i rozpoczął panowanie dynastii Ming.
- 29 marca – Chōkei został cesarzem Japonii.
- 2 maja – wojna duńsko-hanzeatycka: 2 tys. marynarzy Hanzy zdobyło i całkowicie zburzyło Kopenhagę.
- 1 listopada – Elżbieta Pomorska, czwarta żona Karola IV Luksemburskiego, została w Rzymie koronowana na cesarzową Niemiec przez papieża Urbana V.
- W Chinach w wyniku powstania chłopskiego upadła mongolska dynastia Yuan. Cesarzem ogłosił się przywódca powstania, Zhu Yuanzhang, który założył dynastię Ming.

## Urodzili się
- 1 lipca – Andrea Fortebraccio, włoski kondotier (zm. 1424).
- 3 grudnia – Karol VI, król Francji (zm. 1422)

## Zmarli
- 29 marca – Go-Murakami, cesarz Japonii (ur. 1328)
- 28 lipca – Bolko II Mały, książę świdnicki i jaworski, ostatni niezależny piastowski książę na Śląsku (ur. 1309/1312)
- 14 sierpnia – Barnim III Wielki, książę pomorski (ur. ok. 1300)
- data dzienna nieznana:
  - Marco Cornarno, doża Wenecji (ur. 1285)
  - Mikołaj Wierzynek (młodszy) – kupiec, patrycjusz i bankier (ur. ?)